# Pont-Bellanger
Pont-Bellanger è un comune francese di 66 abitanti situato nel dipartimento del Calvados nella regione della Normandia.

## Società

### Evoluzione demografica
Abitanti censiti